# Wilhelm von Biela
Wilhelm Freiherr von Biela, o William, Barone di Biela (Roßla, 19 marzo 1782 – Venezia, 18 febbraio 1856), fu un ufficiale austriaco e astronomo amatoriale.

## Biografia
Wilhelm von Biela nacque a Roßla, sui monti Harz, nella Germania settentrionale, e fu capitano nell'esercito austriaco nel quale combatté numerose campagne militari contro Napoleone tra il 1805 e 1809 ed in seguito.
Nel campo dell'astronomia, si specializzò nell'osservazione e calcolo delle orbite delle comete e si interessò allo studio delle macchie solari. Nel corso delle sue osservazioni riscoprì diverse comete già note e determinò l'orbita della cometa periodica che porta il suo nome: 3D/Biela.
L'asteroide 2281 Biela e il cratere lunare Biela sono stati così denominati in ricordo del suo impegno nel campo scientifico.